# Ocnerosthenus lividipes
Ocnerosthenus lividipes är en insektsart som först beskrevs av Fishelson 1985.  Ocnerosthenus lividipes ingår i släktet Ocnerosthenus och familjen Pamphagidae. Inga underarter finns listade i Catalogue of Life.